# Bien de consommation

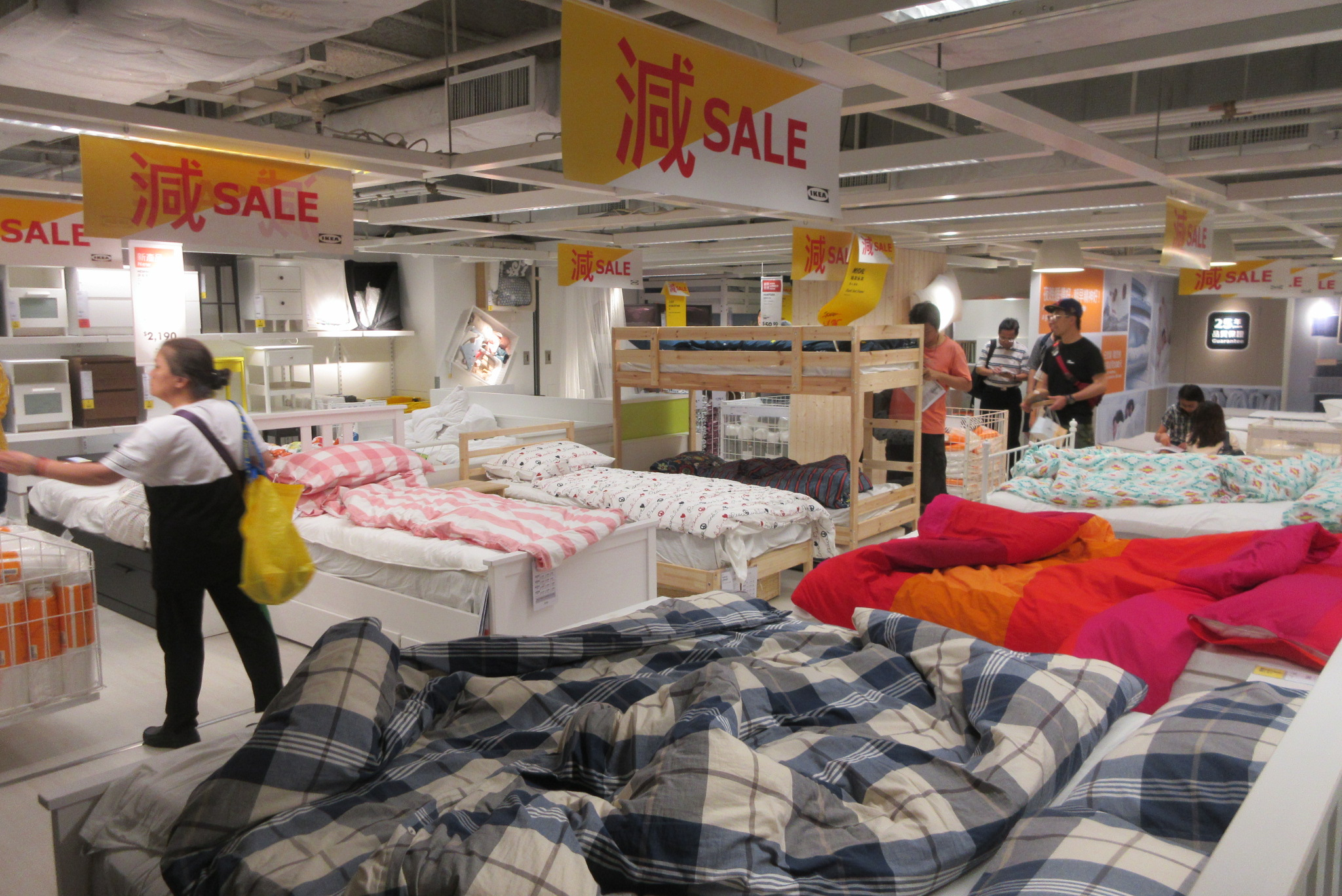
Des lits sont proposés à la vente

Un bien de consommation est un produit fabriqué destiné au consommateur final. En économie, on le distingue d’un bien de production. Un service ne peut pas être considéré comme un bien.

## Catégorisation des biens et services

### Biens de consommation
Un bien de consommation est un produit qu'il est possible d'utiliser directement.
- Biens et services qui se consomment en une seule fois (pain, électricité du logement…) ;
- Biens semi-durables : ils durent quelque temps mais s'usent assez facilement ;
- Biens durables au plein sens du terme que l'on peut utiliser durant de nombreuses années (réfrigérateur, automobile…).

### Biens de production
Un bien de production est un bien qui sert à produire d'autres biens :
- Équipements (machines, moyens de transport…) ;
- Produits semi-finis ;
- Matières premières ;
- Énergie (électricité, pétrole…) ;
- Services rendus par une entreprise à une autre entreprise.